# Красюченко, Фёдор Павлович
Фёдор Павлович Красюченко (1924-1991) — военный деятель, полковник Советской Армии, участник Великой Отечественной войны, полный кавалер ордена Славы.

## Биография

Могила Красюченко на Северном кладбище Минска.

Фёдор Красюченко родился 8 марта 1924 года в селе Васильево-Петровка (ныне — Азовский район Ростовской области). После окончания восьми классов школы работал в колхозе. В июне 1942 года Красюченко был призван на службу в Рабоче-крестьянскую Красную Армию. С ноября того же года — на фронтах Великой Отечественной войны. Первоначально воевал наводчиком орудия 22-го истребительно-противотанкового артиллерийского полка.
20 июля 1944 года в бою на Западном Буге в районе деревни Бережцы Любомльского района Волынской области Украинской ССР Красюченко лично уничтожил 1 дзот, 1 пулемёт и около 10 вражеских солдат. 4 августа 1944 года во время переправы через Вислу в 50 километрах к северу от города Юзефув, уничтожил вражеское орудие и около отделения немецкой пехоты. 18 августа 1944 года Красюченко был награждён орденом Славы 3-й степени.
Впоследствии Красюченко стал командиром расчёта в том же полку. 14 января 1945 года в бою у населённого пункта Вулька-Пахновольска его расчёт, находясь в боевых порядках пехоты, уничтожил несколько огневых точек, два пулемёта, противотанковое орудие, большое количество вражеских солдат и офицеров. 5 марта 1945 года Красюченко был награждён орденом Славы 2-й степени.
16-30 апреля 1945 года расчёт Красюченко с боями прошёл от Одера до Эльбы. 18 апреля 1945 года в районе населённого пункта Мельков, проделав проходы в проволочных заграждениях, он уничтожил пять вражеских пулемётных точек, а на следующий день к западу от города Гентин принимал активное участие в отражении немецких контратак, ведя огонь из автоматов.
Указом Президиума Верховного Совета СССР от 15 мая 1946 года за «образцовое выполнение боевых заданий командования на фронте борьбы с немецкими захватчиками и проявленные при этом доблесть и мужество» сержант Фёдор Красюченко был награждён орденом Славы 1-й степени.
После окончания войны Красюченко продолжил службу в Советской Армии. В 1959 году он окончил Военный факультет Московского финансового института. В 1985 году в звании подполковника он был уволен в запас, позднее ему было присвоено звание полковника запаса. Проживал в Минске. Умер 20 мая 1991 года, похоронен на Северном кладбище Минска.
Был также награждён орденами Отечественной войны 1-й степени, Красной Звезды и «За службу Родине в Вооружённых Силах СССР» 3-й степени, рядом медалей.